# Porte-de-Benauge
Porte-de-Benauge község Franciaország Új-Aquitania régiójában, Gironde megyében. Új községként 2019. január 1-jén jött létre Arbis és Cantois korábbi község egyesítésével. 2025. január 1-jén Saint-Genis-du-Bois korábbi község is csatlakozott, ezzel az új község lélekszáma 595 főre nőtt. Lakosainak száma 591 fő (2022. január 1.).

## Népesség
| 2021 | 586 |
| 2022 | 591 |